# Андиевская, Эмма Ивановна
Э́мма Ива́новна Андие́вская (укр. Емма Іванівна Андієвська; род. 19 марта 1931, Донецк) — современная украинская поэтесса, прозаик и художница, работающая в стиле сюрреализма и герметизма. Создала собственный мир поэтических и художественных образов в высоко индивидуальной манере. Философские, духовные и мистические темы занимают центральное место в творчестве Андиевской. Поэтесса является одной из представительниц украинского модернизма второй половины XX века. Её часто связывают с Нью-Йоркской группой украинских писателей. Поэтическое творчество Андиевской известно тем, что она реформировала классический сонет, используя диссонансную рифму и сложную ассоциативную образность. Мировоззрение Андиевской близко к буддизму и мистике Карлоса Кастанеды. Член национального союза писателей Украины, украинского ПЕН-клуба, Свободной академии в Мюнхене и Федерального объединения художников. Большую часть своей жизни Андиевская провела за пределами Украины — в Нью-Йорке и Мюнхене.

## Биография

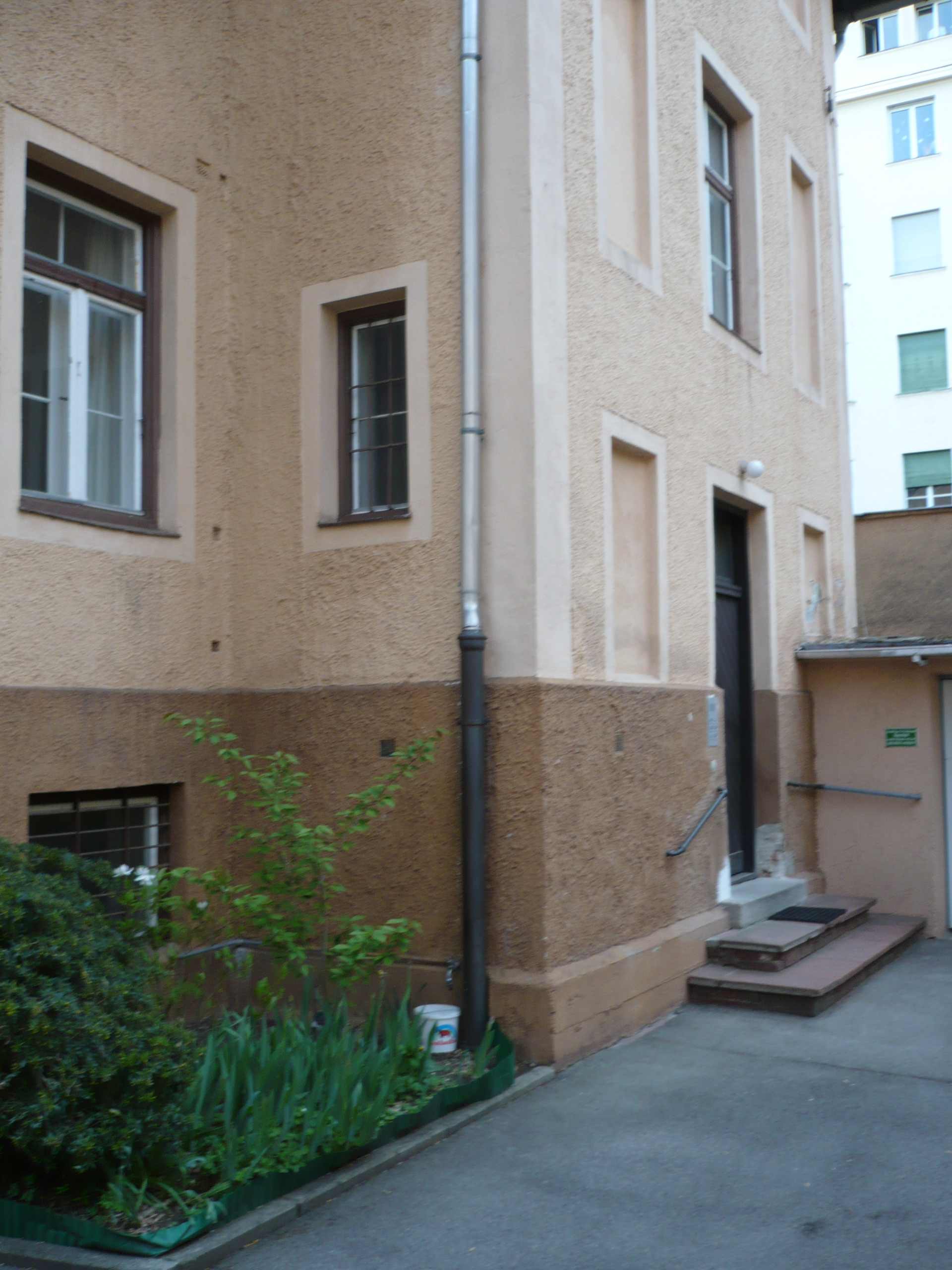
Дом, где проживает Эмма Андиевская в Мюнхене.

Эмма Андиевская родилась 19 марта 1931 года в Донецке. Отец писательницы был химиком-изобретателем, мать была агрономом по образованию, работала учительницей биологии. Эмма сдавала большинство школьных предметов экстерном из-за частых тяжёлых заболеваний. Её состояние здоровья послужило причиной переезда семьи сначала в Вышгород в 1937 году, а позднее в Киев в 1939. В 9—10 летнем возрасте будущая писательница прочла известные произведения мировой литературы. Ещё с детства Андиевская имела феноменальную память.
Вторая мировая война застала семью Андиевской в Киеве. В 1943 перед уходом немецкой армии из Киева отец был убит своими, чтобы он не передал свои открытия немцам.
Из-за этого дети с матерью были вынуждены выехать в Германию. Там семья жила в разных городах, в том числе в британской оккупационной зоне Берлина. В Германии Эмма отказалась учиться в женской гимназии, и её, вопреки правилам, приняли в мужскую. Там Эмма Андиевская, больная туберкулёзом позвоночника, пролежала три года в гипсе, прикованная к постели.
В конце 1949 года во время блокады Западного Берлина семья переехала сначала в Миттенвальд, а позже в Мюнхен. Спасаясь от туберкулёза лёгких, Эмма Андиевская в Берлине, а затем в Миттенвальдском лагере брала уроки оперного пения.
В 1955—1957 годах Андиевская работала фрилансером на Радио «Свобода» в Мюнхене. В 1957 году она закончила Украинский свободный университет по специальностям философия и филология, защитив у Владимира Державина магистерскую работу на тему  «К основным вопросам новейшей украинской метрики». В том же году писательница с семьёй переехала в Нью-Йорк, где работала в  Norcross Greeting Card Company , проверяя дизайн поздравительных открыток. В Нью-Йорке Эмма Андиевская также работала библиотекарем в медицинской библиотеке вместе с Мирославом Лубянка — будущим ректором Украинского свободного университета.
В 1959 году Андиевская вышла замуж за литературного критика, эссеиста и писателя Ивана Кошеливца, с которым прожила всю жизнь до смерти мужа. После бракосочетания супруги вернулись в Германию в Мюнхен. Андиевская ежегодно на месяц ездила в США, чтобы в 1962 году получить американское гражданство. Она была знакома с многими известными художниками и писателями — выходцами с Украины. В кругу знакомых Андиевской были скульпторы Михаил Чернешевский и Григорий Крук, художники Мария Дольницкая и Яков Гнездовский, а также поэты Михаил Орест, Олег Зуевский и Василий Барка.
Проработав фрилансером на Радио «Свобода» с 1959 по 1963 годы, Эмма оставалась штатным сотрудником радио до 1995 года. За это время она работала диктором, сценаристом, режиссёром и редактором украинского отделения Радио «Свобода».
Во время работы на радио у Андиевской не было много времени на собственное творчество. Сейчас писательница живёт в Мюнхене, где интенсивно работает над своими произведениями, иногда по восемнадцать часов в сутки.
В 1992 году Эмма Андиевская впервые за долгое время приехала на Украину. После 2000 года Андиевская несколько раз посетила свою малую родину — Донецкую область. Там были организованы выставка её картин в Донецком художественном музее, презентация и встреча с земляками в художественном музее, посещение Украинского культурологического центра в Донецке.

## Литературное творчество
Эмма Андиевская росла в русскоязычной среде, но ещё в детском возрасте осознала собственную украинскую идентичность и приняла украинский язык, который впервые услышала в Вышгороде в возрасте шести лет. С тех пор она решила писать только на украинском, который воспринимала как язык угнетённых. Задачей для себя она определила «создать украинское государство в слове». Позже, правда, для того, чтобы показать свою независимость от языков, Андиевская написала несколько стихотворений на английском, немецком и французском языках.
Эмму Андиевскую нередко связывают с украинскими писателями Нью-Йоркской группы. Однако сама она свою принадлежность к этой группе отрицает, так как начала публиковаться раньше, чем другие участники группы.
Писательница отмечает большую роль подсознания в своём творчестве. Восприятие им мира происходит через интуицию и ощущение без подключения интеллекта. При этом мистический и духовный аспекты являются важными её составляющими. Мировоззрение Эммы Андиевской обнаруживает некоторую близость к буддизму и мистике Карлоса Кастанеды.

## Темы и мотивы творчества
Поэтическое и изобразительное направления творчества Эммы Андиевской тематически взаимосвязаны. Некоторые темы и мотивы повторяются в её стихах и картинах. В многих сочинениях автора возникает тема бытия. В поэзии автора часто бывают пропущены глаголы, что вместе с яркой и неожиданной образностью призвано подчеркнуть многогранность бытия. В произведениях писательницы часто представлена философия выбора, согласно которой каждый человек может достичь самореализации, делая свой выбор в жизни. Эта тема широко представлена в эпическом «Романе о человеческом предназначении». Согласно Андиевской, добро является путём граничной самореализации человека, что широко представлено в другом философском «Романе о добром человеке». Другим частым мотивом Андиевской является понятие о «круглом времени», в котором прошлое, настоящее и будущее имеют место одновременно. Кроме философских тем, которые доминируют в поэтическом творчестве автора, в двух последних романах важную роль играет история Украины и украинской диаспоры. Романы имеют жёстко антиимперский характер.

## Основные сочинения

### Романы
| Год  | Название                            | Оригинальное название         |
| ---- | ----------------------------------- | ----------------------------- |
| 1971 | Геростраты                          | Герострати                    |
| 1973 | Роман о добром человеке             | Роман про добру людину        |
| 1982 | Роман о человеческом предназначении | Роман про людське призначення |

### Короткая проза
| Год  | Название        | Оригинальное название |
| ---- | --------------- | --------------------- |
| 1955 | Путешествие     | Подорож               |
| 1962 | Тигры           | Тигри                 |
| 1962 | Джалапита       | Джалапіта             |
| 2000 | Сказки          | Казки                 |
| 2000 | Проблема головы | Проблема голови       |

### Сборники стихов
| Год  | Название                     | Оригинальное название       |
| ---- | ---------------------------- | --------------------------- |
| 1951 | Поэзия                       | Поезія                      |
| 1958 | Рождение идола               | Народження ідола            |
| 1961 | Рыба и размер                | Риба і розмір               |
| 1963 | Углы за стеной               | Кути опостінь               |
| 1964 | Элементы                     | Первні                      |
| 1967 | Базар                        | Базар                       |
| 1968 | Песни без текста             | Пісні без тексту            |
| 1975 | Наука о земле                | Наука про землю             |
| 1983 | Кофейня                      | Каварня                     |
| 1985 | Соблазны святого Антония     | Спокуси святого Антонія     |
| 1987 | Вигилии                      | Вігілії                     |
| 1989 | Архитектурные ансамбли       | Архітектурні ансамблі       |
| 1995 | Знаки. Таро                  | Знаки. Тарок                |
| 1998 | Междуречье                   | Межиріччя                   |
| 1998 | Сегменты сна                 | Сеґменти сну                |
| 2000 | Виллы над морем              | Вілли над морем             |
| 2000 | Аттракционы с орбитами и без | Атракціони з орбітами й без |
| 2002 | Волны                        | Хвилі                       |
| 2004 | Ход конём                    | Хід конём                   |
| 2006 | Взгляд с кручи               | Погляд з кручі              |
| 2006 | Полусферы и конусы           | Півкулі і конуси            |
| 2007 | Розовые казаны               | Рожеві казани               |
| 2008 | Фульгуриты                   | Фульґурити                  |
| 2009 | Идилии                       | Ідилії                      |
| 2009 | Миражи                       | Міражі                      |
| 2010 | Мутанты                      | Мутанти                     |
| 2011 | Ломаные коаны                | Ламані коани                |

## Награды
- литературная премия Фонда Емельяна и Татьяны Антонович за «Роман о человеческом предназначении» (1984)
- орден «За интеллектуальное мужество» журнала «Ї» (2002)
- международная литературная премия им. Николая Гоголя «Триумф» (2003)
- премия «Глодоский клад» (2009)
- Лауреат Национальной премии Украины имени Тараса Шевченко (2018)[20]